# Dindica polyphaenaria
Dindica polyphaenaria Guenée, 1857 è un lepidottero appartenente alla famiglia Geometridae, presente a Taiwan, sull'Himalaya, nel sud-est asiatico e nel Sundaland.
Ha un'apertura alare di 45-52 mm. Le larve si nutrono del fogliame giovane delle specie di Litsea. Sono di colore verde foglia con linee subdorsali bianco-gialle e laterali bianche sui segmenti addominali e con linee bianche oscure e oblique tra di essi. È presente anche una stretta striscia ventrale gialla con linee gialle oblique simili tra questa e la linea laterale. L'accoppiamento avviene in una foglia ripiegata e filata.